# Regierung Pitt–Devonshire

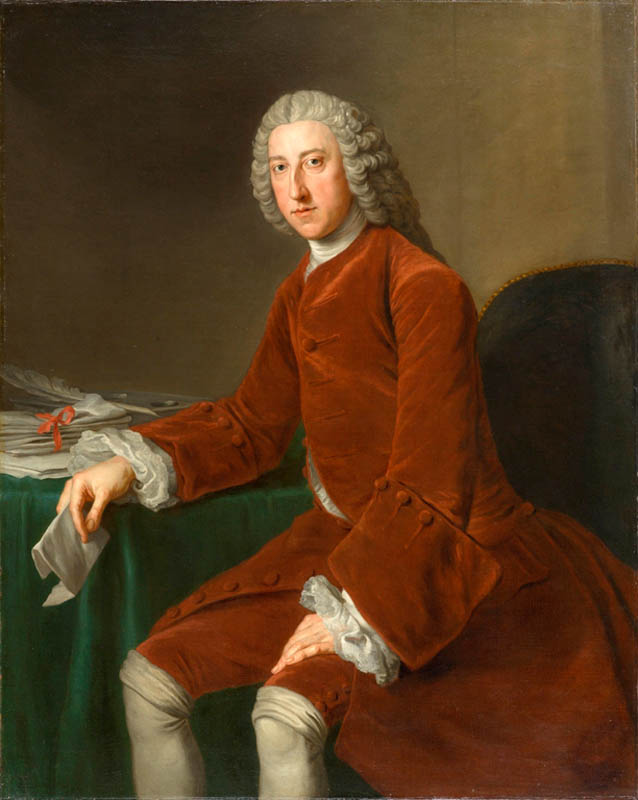
William Pitt der Ältere

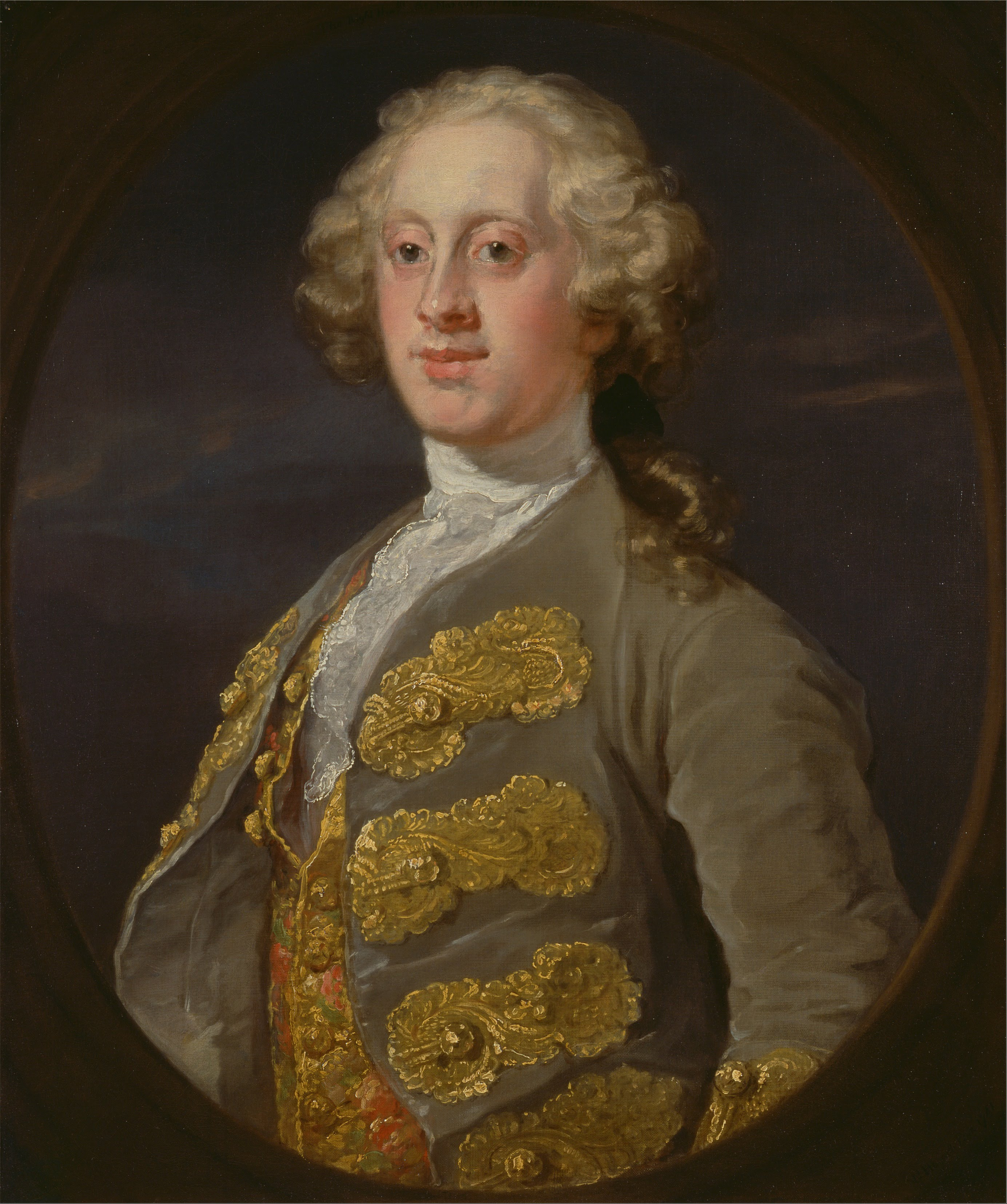
William Cavendish, 4. Duke of Devonshire

Die Regierung Pitt–Devonshire war von 1756 bis 1757 die Regierung des Königreichs Großbritannien. Sie wurde am 4. Dezember 1756 von William Pitt der Ältere und William Cavendish, 4. Duke of Devonshire gebildet und löste die Erste Regierung Newcastle ab. Sie blieb zum 6. April 1757 im Amt, woraufhin die Übergangsregierung von 1757 gebildet wurde, und bestand ausschließlich aus Mitgliedern der liberalen Whigs.
Aus den Unterhauswahlen vom 18. April bis zum 20. Mai 1754 gingen die Whigs unter Thomas Pelham-Holles, 1. Duke of Newcastle-upon-Tyne mit 368 der 558 Sitze im House of Commons als Sieger hervor. Die konservativen Tories unter Sir Edmund Isham stellten 106 Abgeordnete und die Patriot Whigs von John Stuart, 3. Earl of Bute 42 Parlamentarier, während andere Bewerber ebenfalls 42 Sitze erhielten.

## Kabinettsmitglieder
Dem Kabinett gehörten folgende Mitglieder an:
| Amt                           | Amtsinhaber                              | Beginn der Amtszeit | Ende der Amtszeit |
| ----------------------------- | ---------------------------------------- | ------------------- | ----------------- |
| Staatssekretär für den Süden  | William Pitt der Ältere                  | 4. Dezember 1756    | 6. April 1757     |
| Erster Lord des Schatzamtes   | William Cavendish, 4. Duke of Devonshire | 4. Dezember 1756    | 6. April 1757     |
| Lordpräsident des Rates       | John Carteret, 2. Earl Granville         | 4. Dezember 1756    | 6. April 1757     |
| Lordsiegelbewahrer            | Granville Leveson-Gower, 2. Earl Gower   | 4. Dezember 1756    | 6. April 1757     |
| Staatssekretär für den Norden | Robert Darcy, 4. Earl of Holderness      | 4. Dezember 1756    | 6. April 1757     |
| Schatzkanzler                 | Henry Bilson Legge                       | 4. Dezember 1756    | 6. April 1757     |
| Erster Lord der Admiralität   | Richard Grenville Temple, 2. Earl Temple | 4. Dezember 1756    | 6. April 1757     |